# Mångborstdvärgfoting
Mångborstdvärgfoting (Symphylella isabellae) är en mångfotingart som först beskrevs av Giovanni Battista Grassi 1886.  Mångborstdvärgfoting ingår i släktet findvärgfotingar, och familjen slankdvärgfotingar. Arten är reproducerande i Sverige. Inga underarter finns listade i Catalogue of Life.